# Хаос (Warhammer)

Восьмикінечна зірка — символ Хаосу

Хаос (англ. Chaos) у вигаданих всесвітах Warhammer Fantasy і Warhammer 40,000 від компанії Games Workshop — одна з ключових сил світобудови, сила спотворення реального світу. В обох всесвітах суть і прояви Хаосу пов'язані з невидимим виміром, де думки й емоції набувають форми демонів і богів. Хаос виступає джерелом зла, але при цьому відображає суть жителів реального, видимого світу. Персоніфіковані сили Хаосу та їхні слуги виступають головними антагоністами настільних першоджерел Warhammer Fantasy і Warhammer 40,000 та численної супутньої продукції: інших настільних ігор, романів, відеоігор, довідкової літератури.

## Загальні концепції

### Імматеріум
Хаос пов'язаний з виміром, який існує паралельно з видимим світом і заповнений енергією — Імматеріумом (Царство Хаосу або Варп відповідно в Fantasy і 40,000). В ньому відображаються думки й емоції всіх живих істот, а особливо сильні й тривалі набувають стійких форм богів і демонів. Вважається, що початково Імматеріум не був ворожим місцем, але вплив матеріального світу зробив його таким.
Хоча емоції чи віра істот можуть породжувати в Імматеріумі різних створінь, тільки Четверо богів Хаосу активно втручаються в життя матеріального світу і всіх, хто його населяє. До прикладу, орки мають богів Горка і Морка, але вони є покровителями виключно орків. Так само Цегорах є богом елдарів, Рогатий Щур з Warhammer Fantasy — богом скейвенів, а Сигмар опікується людьми.

### Боги Хаосу
Для обох світів Games Workshop існують четверо основних богів, які живляться відповідними емоціями і прагнуть підтримувати їх серед жителів реальності. Вони відомі як Четверо богів Хаосу, Боги Хаосу або Темні боги. Боги мають своїх демонів, які служать їм і можуть тимчасово проникати в реальний світ. Також їм служать секти чи окремі особи, які шукають підтримки в богів. Ті можуть винагородити своїх послідовників, давши успіх, могутність чи надприродні можливості.
- Кхорн (англ. Khorne) — бог війни, ненависті та кровопролиття. Він живиться насолодою від убивств і спонукає до них. Разом з тим Кхорн зневажає підступність, хитрощі та чаклунство, вбивство слабких. Цей бог поважає тих, хто бореться відкрито і в ближньому бою з достойними супротивниками, тому протистоїть богу Слаанеш. Його слуги уявляють Кхорна як велетня, що сидить на троні на горі черепів посеред озера крові.
- Нургл (англ. Nurgle) — бог смерті, хвороб і розкладу. Живиться страхом невідворотної смерті та страждань і надією на їх уникнення. З одного боку поширює інфекції, бруд, а з іншого його безстрашні слуги отримують спотворене життя у вигляді розкладених, але рухомих мас плоті. Протистоїть богу Тзінчу, оскільки втілює невідвороту смерть і примирення з нею. Послідовники Нургла звуть його Дідусем Нурглом і уявляють його як роздуту потвору, покриту виразками і нечистотами.
- Тзінч (англ. Tzeentch) — бог постійних змін, таємниць, обманів та магії. Живиться бажанням змінити поточне становище, тягою до знань, і керує долями, за що зветься також Архітектором доль і Змінником шляхів. Але крім брехні та інтриг Цзінч є покровителем наук і щасливого випадку. Його уявляють як мінливу багатолику істоту, яка в той же час зберігає приблизну людиноподібну форму.
- Слаане́ш (англ. Slaanesh) — бог задоволень і надмірності. Хоча будь-яке відчуття задоволення підтримує Слаанеш, цей бог передусім асоціюється зі збоченнями. Він підштовхує до все збоченіших бажань поступово і непомітно, може спокушати як нагодою просто відпочити чи наїстися, так і отримати славу, досягти майстерності в ремеслах, отримати заборонене законом чи мораллю. Шанується також як покровитель мистецтв і вільнодумства. Уявляється як андрогін — істота, що поєднує риси чоловіка і жінки[3].

### Демони Хаосу
Боги Хаосу мають демонів, які виконують їхню волю як воїни, спокусники чи прості слуги, є також демони Хаосу Неподільного. Демони не можуть довго існувати в реальному світі, а їхні фізичні втілення можливо знищити зброєю чи магією. При цьому знищити самого демона зазвичай неможливо, він лише повертається в Імматеріум і згодом може втілитися знову. Демон здатний захопити тіло істоти або машини для довгого перебування в реальності. Деякі сильні чаклуни вміють насильно замикати демонів у предметах, змушуючи їх служити собі.

### Спотворення Хаосом
Вплив Хаосу змінює реальність, якщо довго з нею контактує. Так, тварин він перетворює на звірів Хаосу (англ. Chaos Beasts). Такі потвори часто використовуються арміями слуг Богів Хаосу як їздові тварини або зброя. Люди чи інші розумні істоти також спотворюються, отримуючи так звані демонічні мутації або демонічні дари. Як правило вони чимось корисні, даючи збільшену силу, спритність, страшний вигляд, пазурі або ікла.
Особливо видатних послідовників, чемпіонів Хаосу (англ. Champion of Chaos), боги можуть винагородити перетворенням на князя демонів (англ. Daemon Prince). Це істоти, що проміняли свою душу на могутність та владу над демонами, перетворившись на чудовиськ. Як і демони, князі можуть бути знищені тілесно, але їхня сутність лише виганяється до Імматеріуму. Проте, Боги Хаосу часом так само вважають винагородою перетворення на безвільних потвор, званих поріддям Хаосу (англ. Chaos Spawn). Чемпіони з князями зазвичай присвячують життя службі одному богу, але зустрічаються і такі, що служать Хаосу як такому чи отримують нагороди всіх богів. В такому разі вони називаються слугами Хаосу Неподільного.

## Хаос у Warhammer Fantasy

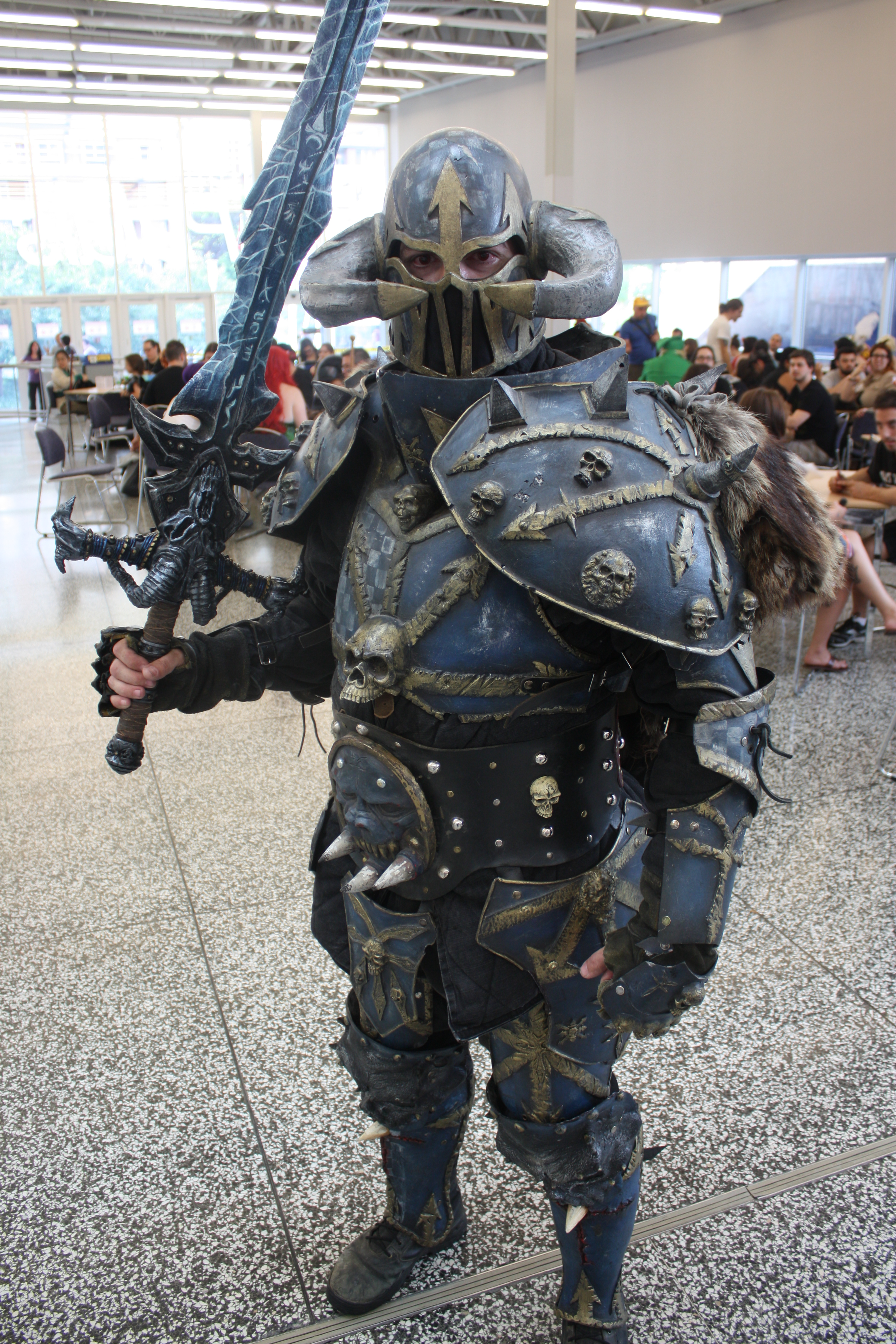
Воїн Хаосу (косплей)

### Царство Хаосу
Хаос тісно пов'язаний з Царством Хаосу — виміром енергії, де емоції та думки формують богів і демонів. В ньому існують землі Чотирьох богів Хаосу, які відповідають їхній суті і де самі боги мають видиму форму, лишаючись єдиними зі своїм володінням. Так, володіння Корна складаються з вулканічних ландшафтів, всіяних черепами і залитих кров'ю. Царство Хаосу перетинається з реальністю на полюсах світу, де існують пустки, населені варварами і чудовиськами.
Царство Хаосу є джерелом всієї магії, з полюсів дмуть вітри магії, які чаклуни можуть перехоплювати і використовувати. Але тільки так звані чаклуни Хаосу здатні користуватися сирою магією з використанням заклять відповідних богів, яка вирізняється руйнівною силою.

### Роль в історії світу
У Warhammer Fantasy вимір Царства Хаосу існував з прадавніх часів, але не контактував з реальним світом. Цивілізація Древніх, що створила ландшафт світу і численні раси собі на допомогу, побудувала брами до інших світів, які використовували Царство Хаосу для подорожей. Несподівано брами, поставлені на полюсах, вибухнули і заповнили світ енергією спотворення. В ньому змогли існувати демони, а багато тварин і представників різних рас перетворилися на чудовиськ. Древні зникли невідомо куди, а вцілілі раси вирушили на боротьбу з проявами Хаосу. Завдяки подвигам ельфа Календора енергію Хаосу вдалося запечатати на полюсах, але відтоді Хаос постійно проникає до реальності, спотворюючи її та спокушаючи своєю силою. Богам Хаосу поклоняються варвари, єретики, а їхні злочини тільки сприяють проникненню Хаосу і спотворенню світу.
Офіційно цей всесвіт був знищений силами Хаосу, але не остаточно. Його було відроджено як Warhammer Age of Sigmar, де Хаос продовжує свою боротьбу. В Warhammer Age of Sigmar зазначається, що склад Чотирьох богів Хаосу там інший. Слаанеш, наповнений задоволенням воїнів Хаосу від перемоги, перенаситився і був ув'язнений трьома іншими богами. Його місце зайняв Рогатий Щур — бог щуролюдей скейвенів, який відображає їхню підступність і злобу.

## Хаос у Warhammer 40,000

### Варп
У Warhammer 40,000 Хаос пов'язаний з виміром Варпом (від англ. warp — викривлення, спотворення), який початково був виміром енергії, але наповнився богами і демонами в міру того як розвивалися жителі галактики. Варп використовується для міжзоряних польотів, оскільки в ньому діють інші закони фізики. Проте цей вимір непередбачуваний і завжди існує ризик, що корабель прибуде в незаплановане місце чи навіть переміститься в минуле чи далеке майбутнє. У Варпі трапляються шторми, які роблять неможливою навігацію і польоти в ньому, часом на століття відрізаючи цілі планети. Існують планети, де Варп і реальність перетинаються постійно, стаючи плацдармами для вторгнення демонів і зміни законів фізики.
Істоти, звані псайкерами, володіють здатністю маніпулювати силами Варпу, що дає їм можливості, подібні до магії: телекінез, яснобачення, телепатію. Саме вони часто стають причинами перетину вимірів з необережності або умисно, будучи спокушеними демонами.

### Істоти Варпу
Різні істоти реальності постійно підтримують існування богів і демонів, а також сприяють зміні їхньої сили та появі нових. Відомо, що інші цивілізації мають чи мали своїх богів, але емоції людей стали визначальними у формуванні Кхорна, Нургла і Тзінча. Слаанеш тут виник внаслідок гедонізму елдарів, а його самоусвідомлення викликало раптовий перетин Варпу з реальністю. Внаслідок цього психічно чутливі елдари в більшості загинули, а в галактиці утворився регіон Око Жаху, де Варп і реальність тісно переплетені. Ця катастрофа призвела в тому числі й до падіння людства, оскільки по всій галактиці виникли варп-шторми, які не давали тисячі років подорожувати між планетами. Боги Хаосу перебувають в постійному протистоянні одне одному, відомому як Велика Гра (англ. Great Game). Вони борються за вплив, тому не прагнуть знищення матеріального світу, а навпаки, його існування, заселеність та емоції жителів вигідні богам.
На відміну від Fantasy Battle, Імматеріум населяють не лише боги і демони. В ньому мешкають і особливі самостійні форми життя, так і як астральні спектри чи поневолювачі. Але вони також становлять загрозу, нападаючи на космічні кораблі чи проникаючи на планети крізь місця перетину вимірів.

### Воїни Хаосу
Крім демонів, Богам Хаосу служать зрадники і єретики з числа людей, такі як Космодесант Хаосу, дезертири, мутанти, дикуни з відсталих планет. Здебільшого вони не є організованими силами, а складають окремі банди і секти.
Найвідомішими воїнами Хаосу Warhammer 40,000 є Космодесант Хаосу — зрадники Космодесанту, легіони яких, очолювані примархами-відступниками, присягнули на службу Богам Хаосу. На відміну від «нинішнього» Космодесанту, вони зберегли поділ на легіони і володіють підтримкою демонів, заборонених технологій та мутаціями. Однак, Космодесант Хаосу в основному розділений і набуває організованості тільки в ході Темних Хрестових походів, які очолює послідовник головного примарха-зрадника Гора — Абаддон. У цих військових кампаніях воїни Хаосу намагаються завершити справу знищення держави Імперіуму, щоразу завдаючи збитків, але не досягаючи основної мети.
Відомо і про інші розумні види, які поклоняються Хаосу, але їхня роль у всесвіті другорядна.